# Campanula pulvinaris
Campanula pulvinaris là loài thực vật có hoa trong họ Hoa chuông. Loài này được Hausskn. & Bornm. mô tả khoa học đầu tiên năm 1905.